# Ранульфо Міранда
Ранульфо Міранда (ісп. Ranulfo Miranda, нар. 27 травня 1927, Арегуа, департамент Сентраль — 19 квітня 2017) — колишній парагвайський футболіст і тренер. Очолювана ним збірна Парагваю в 1979 році стала переможцем Кубка Америки.

## Біографія

### Ігрова кар'єра
Ранульфо Міранда виступав в 1940-ті роки за «Гуарані», був найкращим бомбардиром команди. У 1949 році допоміг «Гуарані» завоювати п'ятий титул чемпіона Парагваю, причому попереднє чемпіонство було здобуто «індіанцями» ще в 1923 році. Згодом Міранда виступав в Колумбії за «Амеріку» і «Онсе Кальдас».
У 1947 році Міранда завоював срібло чемпіонату Південної Америки в Еквадорі. Він зіграв у чотирьох із семи матчів збірної Парагваю на турнірі — виходив у стартовому складі проти Уругваю (перемога 4:2) і Колумбії (2:0), а також виходив на заміну в поєдинках з Перу (2:2) і Болівією (3:1).

### Тренерська кар'єра
Після закінчення кар'єри футболіста став працювати тренером. Працював у себе на батьківщині з такими командами, як «Гуарані», «Серро Портеньйо», «Насьйональ» та «Рубіо Нью». У 1979 році очолив збірну Парагваю, яку привів до перемоги в Кубку Америки. Цей турнір мав незвичайний формат — протягом року збірні проводили матчі групового етапу без певної країни-організатора, а далі визначили чемпіона за схемою «плей-оф» — формат, що часто використовується в континентальних клубних турнірах. У зв'язку з тим, що в тому ж сезоні асунсьйонська «Олімпія» вперше у своїй історії завоювала Кубок Лібертадорес і Міжконтинентальний кубок, Міранді доводилося сильно варіювати склад в залежності від завантаження «олімпійців» — у дев'яти матчах взяли участь 32 футболіста. У першій фінальній грі на «Дефенсорес дель Чако» парагвайці розгромили збірну Чилі з рахунком 3:0. У повторній грі чилійці взяли реванш 1:0, але командам за регламентом довелося проводити третю гру в Буенос-Айресі. Перед вирішальною зустріччю тренеру довелося вирішувати нову проблему — одного з лідерів півзахисту Уго Талавера в збірну не відпустила «Олімпія», і на його позиції зіграв Ромеріто. Матч завершився 0:0 у додатковий час, і в підсумку Парагвай був визнаний чемпіоном за рахунок кращої різниці забитих м'ячів у фінальному протистоянні.
Міранда покинув збірну в 1980 році. У 1983—1985 роках він знову очолював національну збірну. Також він тренував зарубіжні команди — гватемальський «Комунікасьйонес», сальвадорську «Альянсу», болівійський «Хорхе Вільстерманн», колумбійськео «Депортіво Перейра», а також еквадорські ЛДУ Кіто, «Ольмедо» і «Макара». У 1996—1998 роках працював у тренерському штабі збірної Парагваю, яку очолював бразилець Пауло Сезар Карпеджані.

## Титули та досягнення

### Як гравця
- Чемпіон Парагваю (1): 1949
- Віце-чемпіон Південної Америки (1): 1947

### Як тренера
- Чемпіон Серії B Еквадору (1): 1971
- Переможець Кубка Америки (1): 1979